# Lega Pro Seconda Divisione 2013/2014
Soutěžní ročník Lega Pro Seconda Divisione 2013/14 byl 36. ročník čtvrté nejvyšší italské fotbalové ligy. Soutěž začala 1. září 2013 a skončila 8. června 2014. Účastnilo se jí celkem 36 týmů rozdělené do dvou skupin po 18 klubech. Z každé skupiny postoupil vítěz do třetí ligy. Do nové čtvrté ligy sestoupilo celkem 18 klubů, z každé skupiny 9.
Na konci sezony byla soutěž zrušena. Celá třetí liga byla reformována a soutěže Lega Pro Prima Divisione a Lega Pro Seconda Divisione se spojila do nové vznikající třetí ligy Lega Pro se třemi skupinami.